# Bail commercial (droit belge)
Pour les articles homonymes, voir Bail commercial.
 (février 2019).
 (février 2018).
Le statut des baux commerciaux français datant de l’année 1926 a inspiré le droit belge qui, le 30 avril 1951 a adopté les principes d’une réglementation propre. 
Ainsi, les droits belges et français des baux commerciaux sont construits sur les mêmes principes et constituent une exception dans le droit européen. 
Il existe toutefois des divergences significatives entre les droits belges et français. La loi belge sur les baux commerciaux ne vise que les baux portant sur un immeuble affecté à une activité commerciale de détail ou artisanale directement en contact avec le public. Les baux commerciaux portent sur des immeubles que le locataire affecte principalement à l'exercice d'un commerce.

## Bureaux
Les baux de bureaux et les baux d’entrepôts sont régis par le droit commun et non par le statut, sauf clause d’extension conventionnelle.